# Kristen Faulkner
Kristen Faulkner (Homer, 18 december 1992) is een Amerikaans wielrenster die sinds 2024 rijdt voor EF Education-Cannondale. In 2020 en 2021 kwam ze uit voor Team TIBCO-SVB en in 2022 en 2023 voor BikeExchange Jayco.

## Carrière
Faulkner studeerde in 2016 af aan de Harvard-universiteit met een Bachelor of Arts in Computer Science. In haar tijd bij Harvard was ze actief als Varsity roeister. Faulkner begon met wielrennen in 2017 en werd in 2020 prof bij Team TIBCO-SVB. Datzelfde jaar won ze de vierde etappe in de Tour de l'Ardèche. In 2021 won ze de eerste etappe van de Ladies Tour of Norway en werd ze derde in het eindklassement. In de Giro Donne van 2022 won ze de proloog en de achtste etappe. Daarnaast schreef ze ook het bergklassement op haar naam.
Op 4 maart 2023 reed Faulkner lang aan kop in de Strade Bianche. In de slotkilometer in Siena werd ze enkel door winnares Demi Vollering en diens ploeggenote Lotte Kopecky ingehaald en kwam als derde over de finish. Tien dagen later werd ze alsnog uit de uitslag geschrapt, omdat ze een glucosemeter op haar arm droeg. Deze zijn wel tijdens trainingen toegestaan, maar niet tijdens wedstrijden. Op 22 oktober won ze goud op de tijdrit tijdens de Pan-Amerikaanse Spelen in Santiago. Later die week werd ze zesde in de wegwedstrijd op 2,5 minuut achter haar landgenote Lauren Stephens.
In mei 2024 won ze zilver bij de Amerikaanse kampioenschappen wielrennen in de tijdrit, hetgeen ze in 2025 herhaalde. Op 4 augustus 2024 werd Faulkner olympisch kampioen op de weg bij de Spelen in Parijs. Aanvankelijk was ze niet geselecteerd, tot triatlete Taylor Knibb haar plaats afstond. Enkele dagen later, op 7 augustus, won ze goud op de baan op het onderdeel ploegenachtervolging.

## Palmares

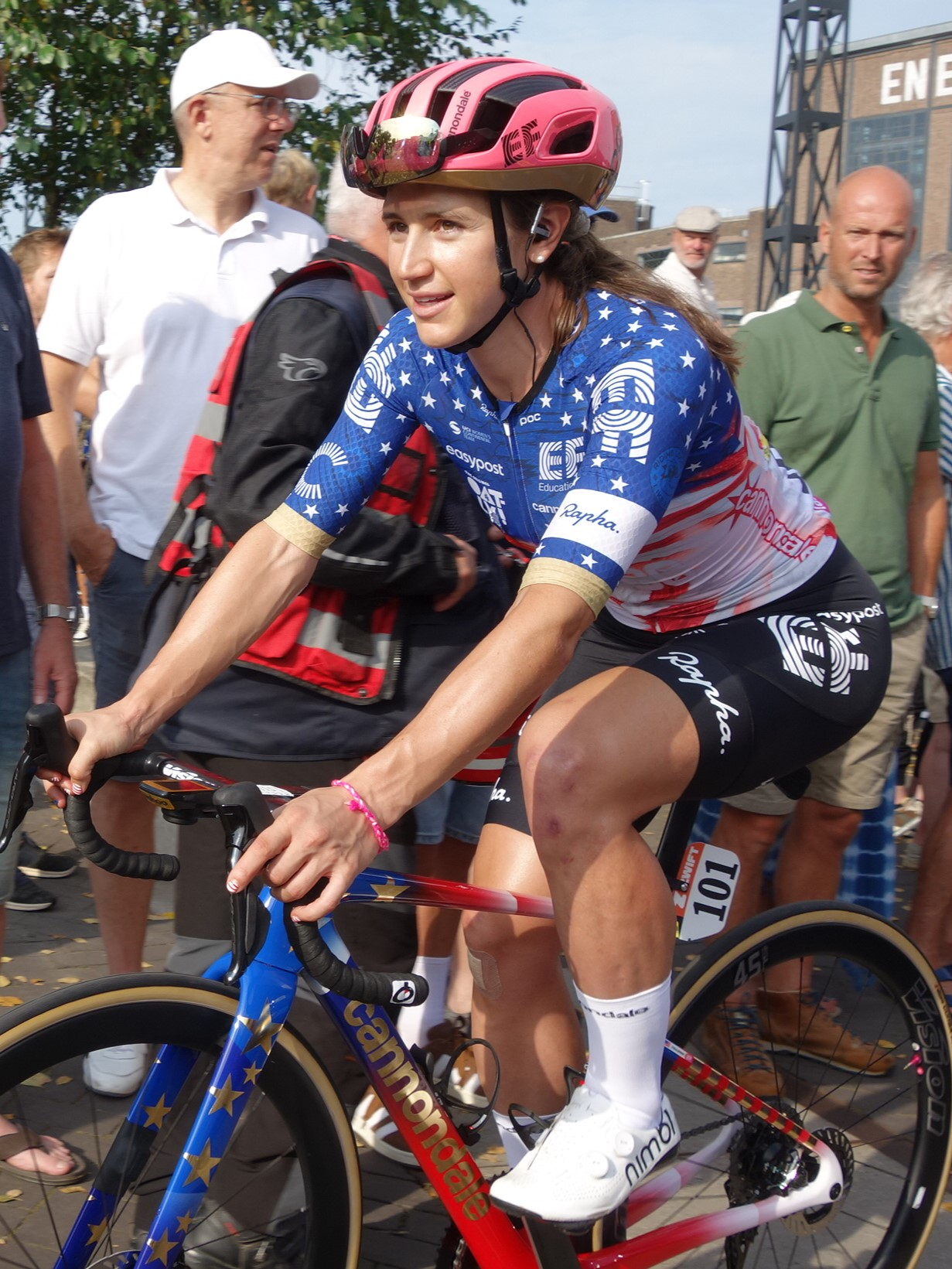
In de trui van Amerikaans en Olympisch kampioen in de Tour de France Femmes 2024

2020
4e etappe Tour de l'Ardèche
2021
1e etappe Ronde van Noorwegen
2022
2e etappe (ITT) Ronde van Zwitserland
Proloog en 8e etappe Giro Donne
Bergklassement Giro Donne
2023
 Pan-Amerikaanse Spelen, individuele tijdrit
2024
Omloop van het Hageland
2e en 3e etappe Trofeo Ponente in Rosa
Punten- en bergklassement Trofeo Ponente in Rosa
4e etappe Ronde van Spanje
 Amerikaans kampioene op de weg, elite
 Wegwedstrijd op de Olympische Zomerspelen
2025
 Amerikaans kampioene op de weg, elite

### Resultaten in voornaamste wedstrijden
| Jaar | Ronde van Italië | Ronde van Frankrijk | Ronde van Spanje |
| ---- | ---------------- | ------------------- | ---------------- |
| 2020 |                  |                     |                  |
| 2021 |                  |                     | opgave           |
| 2022 | 11e (2)          | 40e                 | opgave           |
| 2023 |                  |                     | 28e              |
| 2024 |                  | 38e                 | 12e (1)          |
| 2025 |                  | opgave              | 50e              |

| Jaar | Milaan-San Remo | Gent-Wevelgem | Ronde van Vlaanderen | Amstel Gold Race | Luik-Bast.‑Luik | Strade Bianche | Brabantse Pijl | Waalse Pijl |  | WK op de weg |
| ---- | --------------- | ------------- | -------------------- | ---------------- | --------------- | -------------- | -------------- | ----------- |  | ------------ |
| 2020 |                 |               | 31e                  |                  | 20e             |                | 11e            | 33e         |  |              |
| 2021 |                 | 7e            | 10e                  | 15e              |                 | 16e            |                | 17e         |  | 52e          |
| 2022 |                 |               |                      |                  |                 |                |                |             |  | 61e          |
| 2023 |                 |               |                      | 19e              | 68e             | uitgesl.       | 19e            | opgave      |  |              |
| 2024 |                 |               | 21e                  |                  |                 | 6e             | opgave         |             |  | 35e          |
| 2025 | 50e             |               |                      | 41e              |                 |                | 22e            |             |  |              |

### Resultaten in overige rondes
| Jaar | UAE Tour | Wielerweek van Valencia | Ronde van het Baskenland | Ronde van Burgos | The Women's Tour | Ronde van Thüringen | Ronde van Zwitserland | Ronde van Scandinavië | Ronde van Romandië |
| ---- | -------- | ----------------------- | ------------------------ | ---------------- | ---------------- | ------------------- | --------------------- | --------------------- | ------------------ |
| 2020 |          |                         |                          |                  |                  |                     |                       |                       |                    |
| 2021 |          |                         |                          |                  |                  |                     |                       | ↑ (1)                 |                    |
| 2022 |          |                         | ↑                        | 13e              | 7e               |                     | ↑ (1)                 |                       |                    |
| 2023 | 21e      |                         |                          |                  |                  |                     |                       |                       | 39e                |
| 2024 |          | 17e                     |                          |                  |                  |                     | opgave                |                       |                    |

## Ploegen
- 2020 –  Team TIBCO-SVB
- 2021 –  Team TIBCO-SVB
- 2022 –  Team BikeExchange Jayco
- 2023 –  Team Jayco AlUla
- 2024 –  EF-Oatly-Cannondale[a]
- 2025 –  EF-Oatly-Cannondale

1984: Connie Carpenter-Phinney ·
1988: Monique Knol ·
1992: Kathy Watt ·
1996: Jeannie Longo ·
2000: Leontien van Moorsel ·
2004: Sara Carrigan ·
2008: Nicole Cooke ·
2012: Marianne Vos ·
2016: Anna van der Breggen ·
2020: Anna Kiesenhofer ·
2024: Kristen Faulkner
2012: King, Rowsell, Trott ·
2016: Archibald, Barker, Rowsell, Trott  ·
2020: Brauße, Brennauer, Klein, Kröger ·
2024: Dygert, Faulkner, Valente, Williams
Bruderer · Clevenger · Crooks · Dixon · Faulkner · Gigante · Kessler · Lucas · Malseed · Newsom · Peñuela · Ryan · Stephens
Buurman · Dixon · Erath · Ewers · Faulkner · Frain · Gigante · Honsinger · Kessler · Langley · Newsom · Peñuela · Smith · Stephens · Ward · Yonamine
Allen · Baker · Campbell · Faulkner · Fidanza · Kessler · Manly · Roseman-Gannon · Santesteban · Spratt · Tan · Williams · Žigart
Allen · Baker · Campbell · Faulkner · Gåskjenn · Howe · Kessler · Manly · Pate · Paternoster · Polites · Roseman-Gannon · Santesteban · Tan · Žigart
Armitage · Borghesi · Cadzow · Emond · Ewers · Faulkner   · Henttala · Jackson · Kakita (vanaf 31/7) · Kessler · Knaven (vanaf 24/6) · Koppenburg · Labecki · Quinn · Rüegg · Stannard · Vallieres
Armitage (tot 1/4) · Berton · Borghesi · Cadzow · Christie · Emond · Ewers · Faulkner   · Henttala · Jackson · Kerbaol · Kessler · Kingma (vanaf 27/6) · Knaven · Roy · Rüegg · Vallieres · Volstad · van der Wolf